# 嵩越路

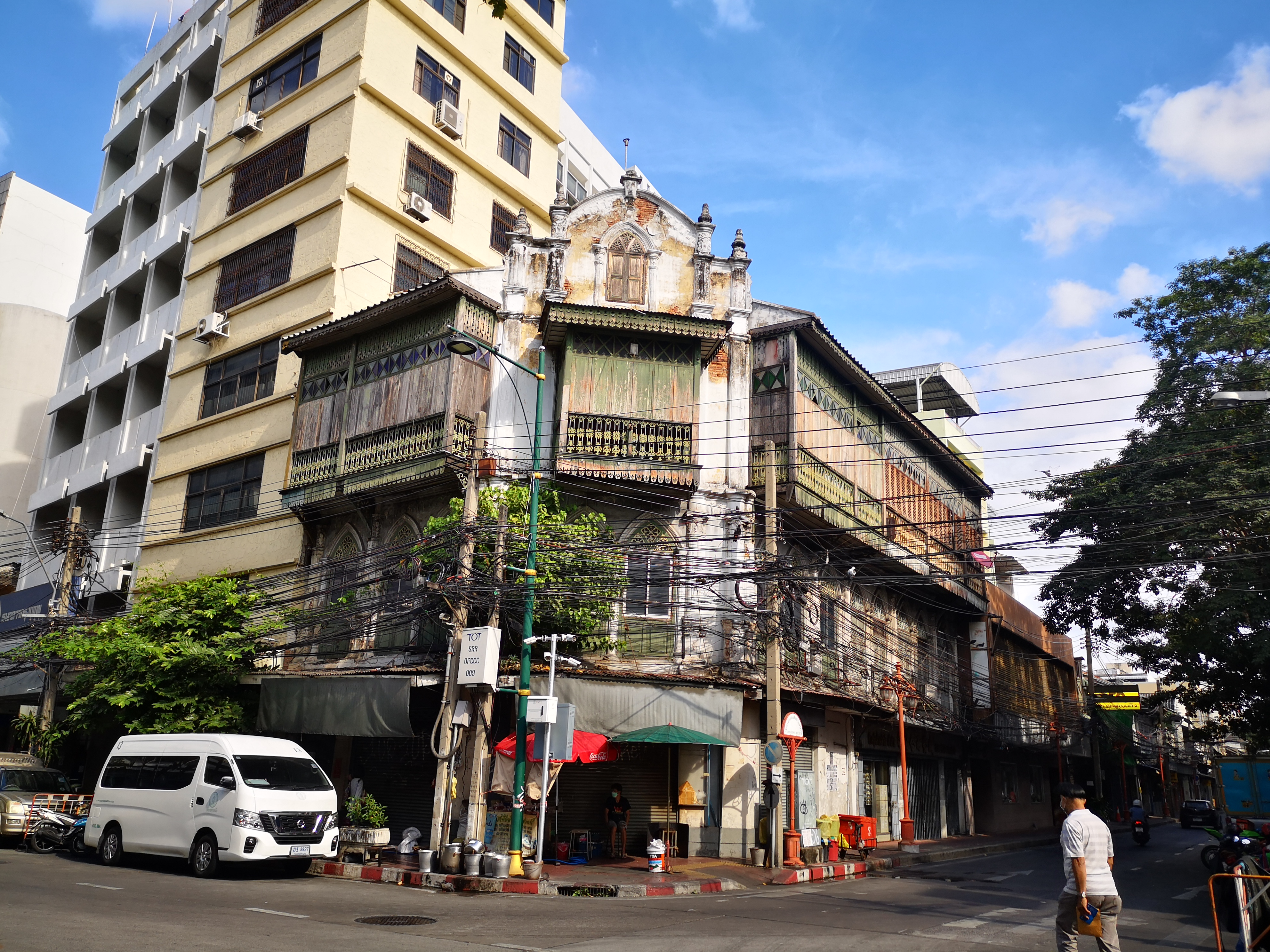
嵩越路转角楼

嵩越路，又譯頌越路、宋越路，是曼谷三攀他旺县曼谷唐人街的道路。嵩越路为西北东南走向，与昭披耶河大致平行，连接公司廊路与石龙军路，长1.2公里。

## 历史
其泰语名意为“御笔绘画的道路”，据称该路路线是由五世王在地图上用笔画出，故名。
1892年，五世王统治期间，三聘街大火，国王遂决意在受灾地区开辟此路。嵩越路于1892年和1907年分两段建成。建成后，嵩越路成为沟通昭披耶河岸各个码头的要道，亦成为全国船务重地和售卖海鲜、蔬菜、植物和草药等货品的地方。道路两旁的店屋大多是批发公司和商店，从事船运业务。诸多华裔富豪家族在此起家，如正大集团的谢家和苏旭明家族等。如今嵩越路仍保持着百年前的样貌，两旁的店屋亦主要经营传统生意，如谷物贸易等。这些店屋是曼谷较早建成的店屋建筑群之一，以灰泥绘成花果图案，窗框旁是科林斯柱式装饰，拱窗装有彩色玻璃；一些建筑的墙面有艺术涂鸦。
沿路亦建有数处庙宇，如供奉本头公的大本頭公廟，銮戈差清真寺（Masjid Luang Kocha Itsahak），及上座部佛寺越三聘。

## 图册

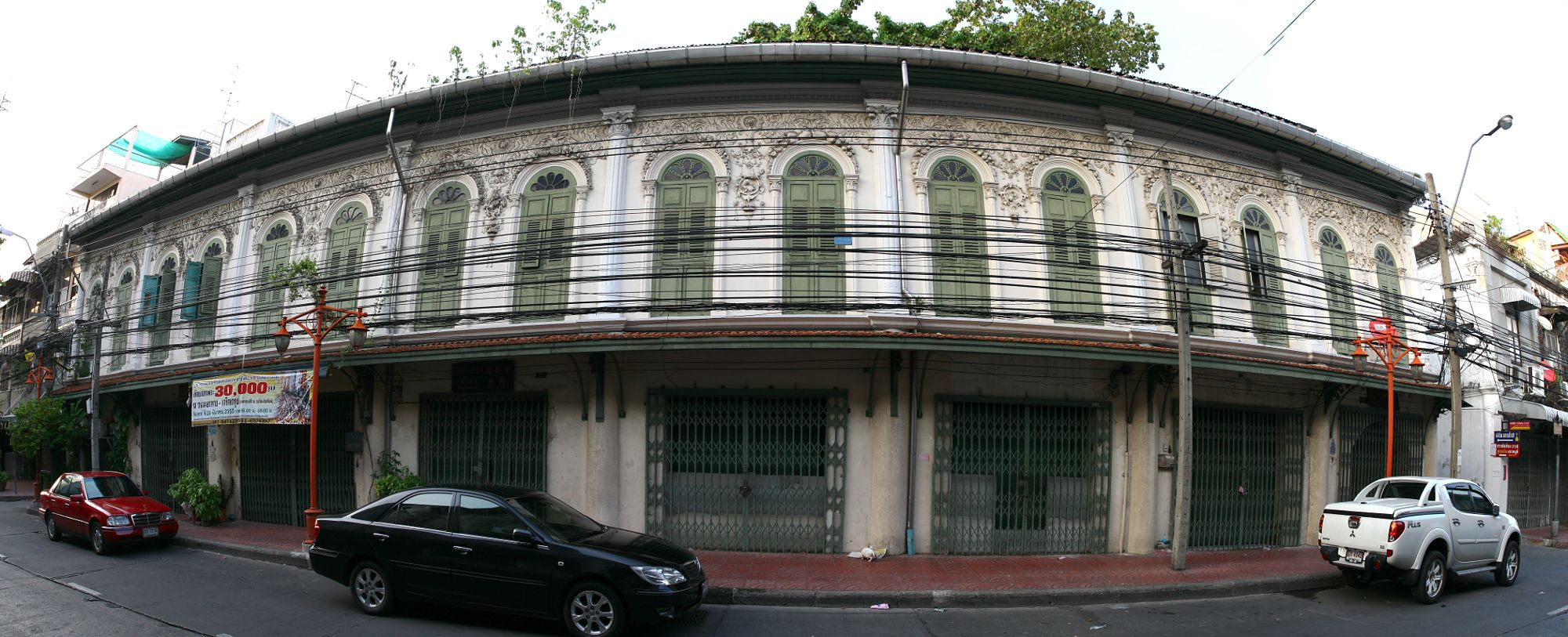
嵩越路的店屋
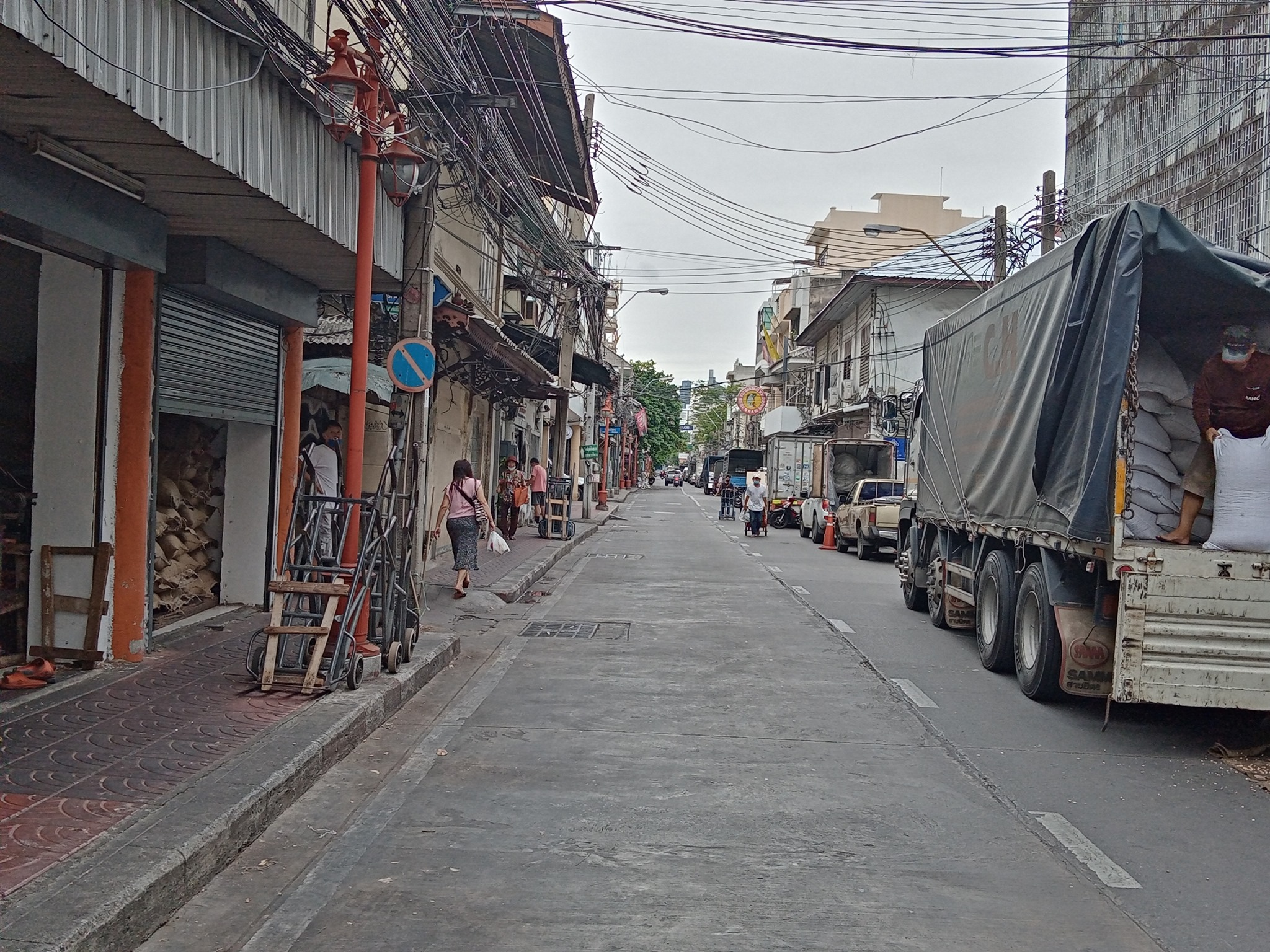
沿路街景
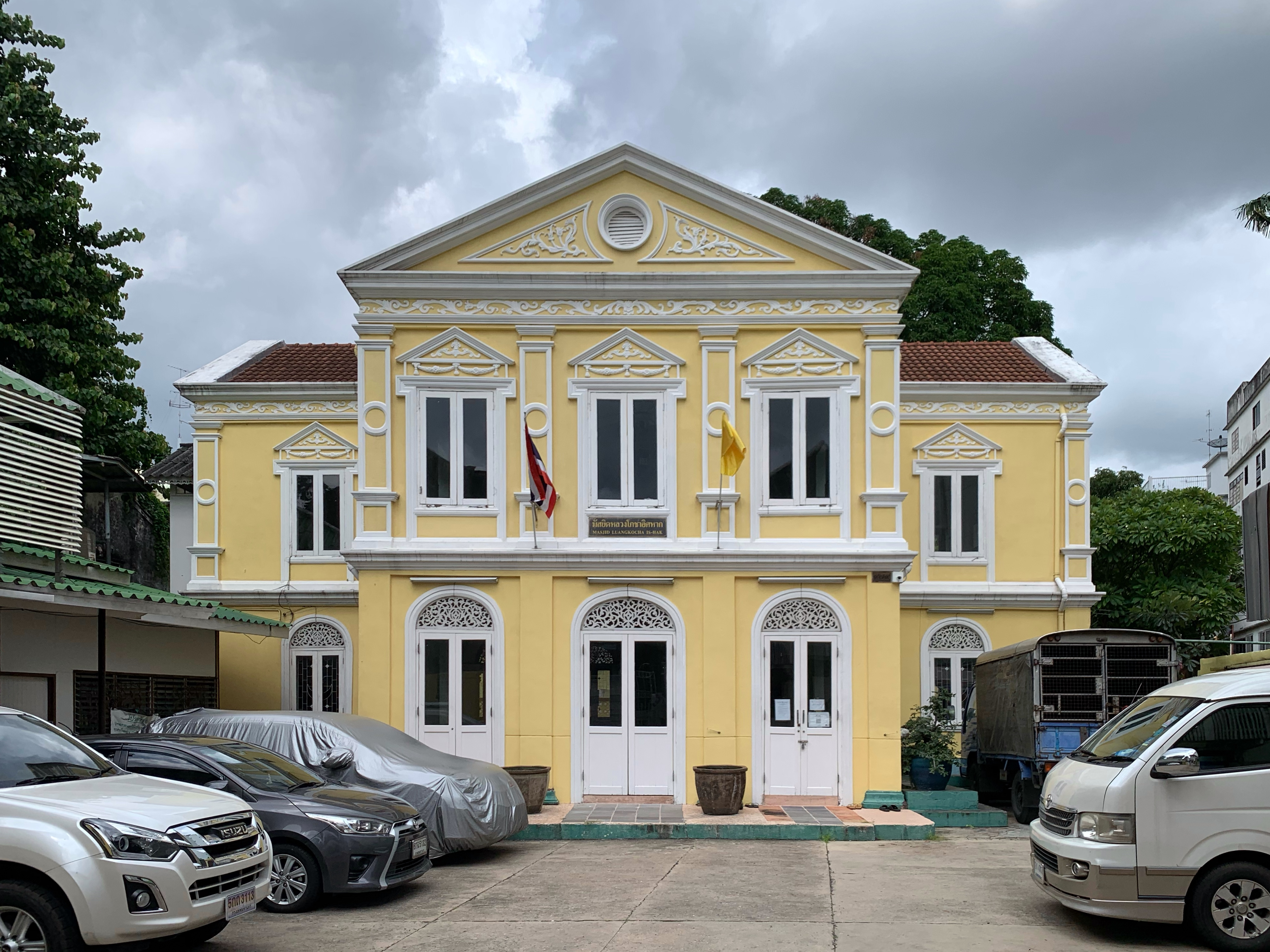
銮戈差清真寺
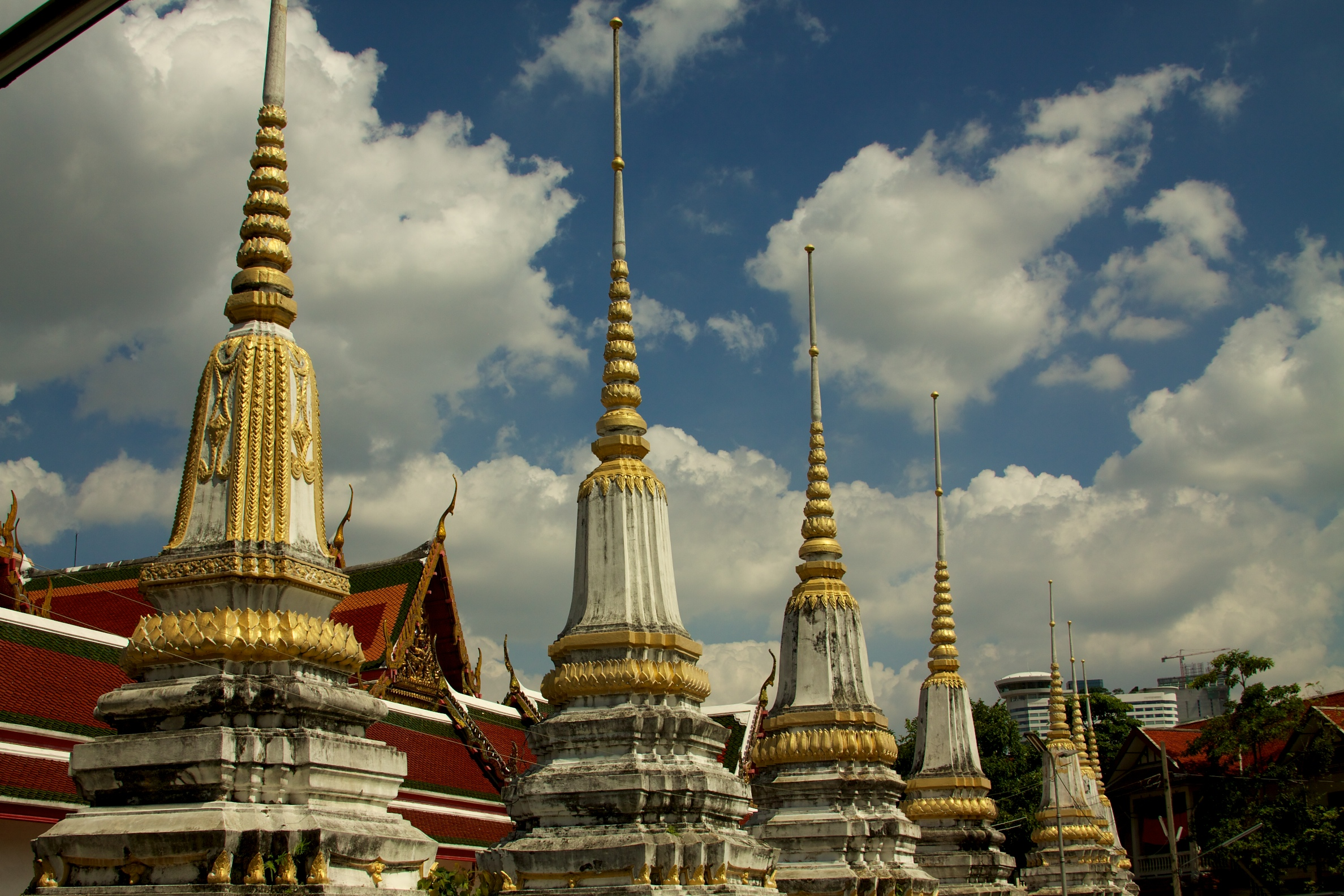
越三聘的佛塔